# سبيدج

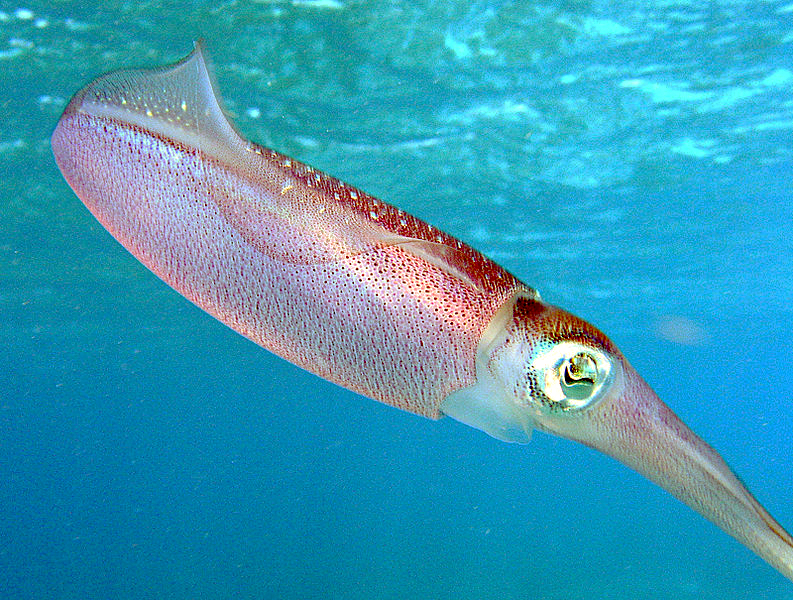
سبيدج المرجان الكاريبي

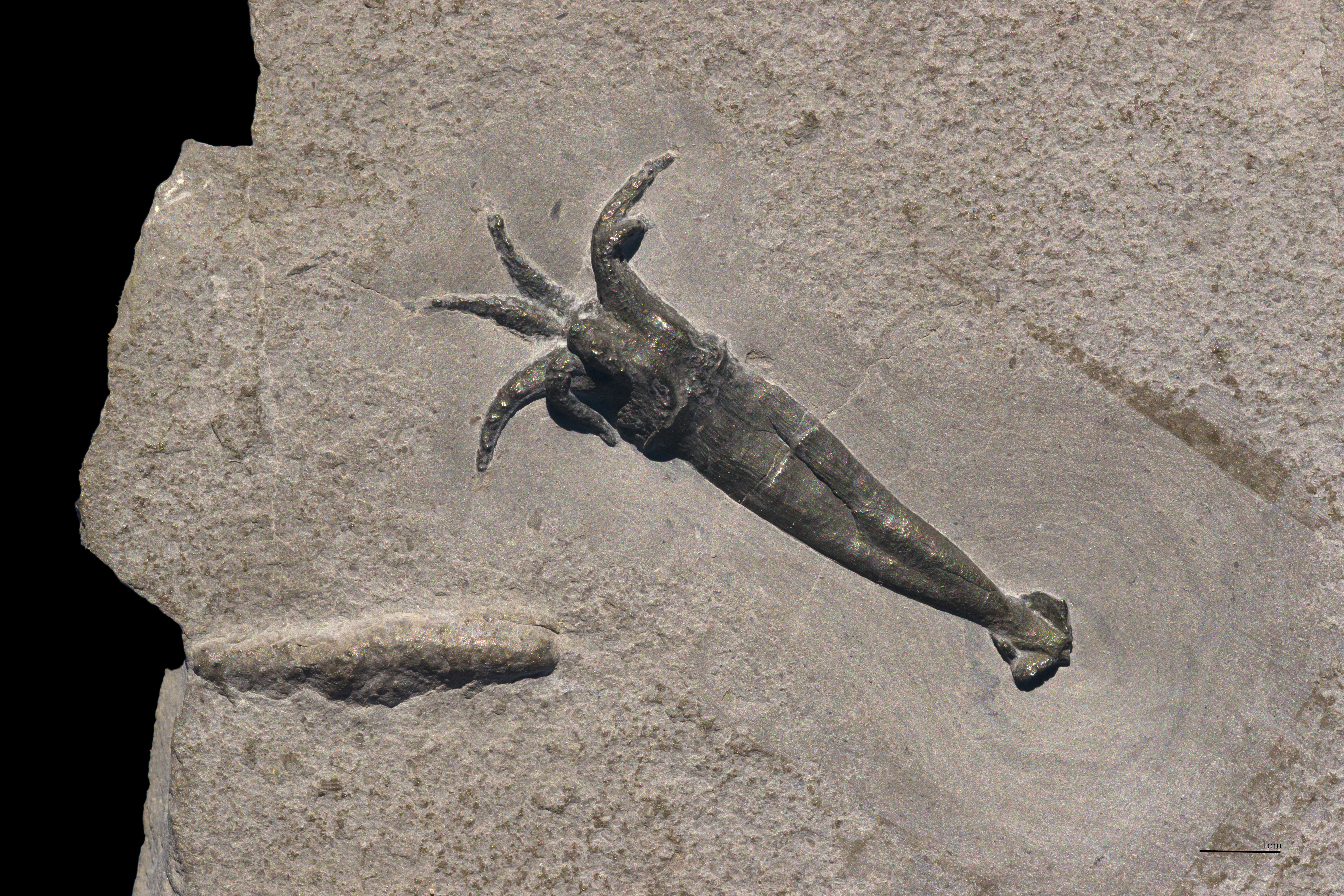
أحفورة من جنس الRhomboteuthis من العصر ال(Lower Callovian) في قرية (La Voulte-sur-Rhône) بفرنسا

الحَبَّار أو الحُبَّار أو الصَّبِيدَج أو السَّبِيدَج أو السبَّيْدَج أو الحبارة أو الكلمار أو السبّيط أو السيبيا (بالإنجليزية: squid)‏، هو من أشهر أنواع الرأسقدميات و يُعتبر أمهرها في السباحة ويمتاز بشكله الانسيابي. وبسبب طريقته في الاندفاع داخل المياه يطلق عليه أيضا اسم: سهم البحار، كما يُطلق عليه في دول حوض البحر الأبيض المتوسط اسم: كاليماري (بالإيطالية: calamari)‏ و هي تسميته في اللغة الإيطالية ومفردها كاليمارو (بالإيطالية: calamaro)‏.

## تكوين السبيدج
المجسات عند السبيدج هي عشرة أذرع، إثنتان منهما أطول من الباقيات وهو يستخدم هذه الأذرع (الحاملة للماصّات) في القبض على فريسته، أما عيناه فليس لهما أجفان وتبدو إلى حد كبير مثل عينى الإنسان، ويرشف الحبار الماء من خلال تجويف مركزي داخل جسمه ويخرجه عبر أنبوب مرن هو الممصّ، وذلك عندما ينقبض الرداء، ويقع هذا الممصّ في مؤخرة الأذرع؛ ولذلك يشاهد السبيدج وهو ينطلق إلى الخلف بسرعة كبيرة عندما يندفع الماء في هذا الممص، ويندفع الحبر أيضا عبر هذا الممص، أما زعانفه -التي هي امتدادات عضلية شبيه بأجنحة تخرج من الرداء- فيستخدمها للتحكم في اتجاه سباحته وقد تغيره في الاندفاع البطئ نحو الأمام أو الخلف.

## أنواع السبيدج
وللسبيدج أنواع عديدة منها العادى وهو أكثرها شهرة ويتواجد بكثرة في السواحل الشرقية لأمريكا الشمالية وفي مياه البحر الأبيض المتوسط. وللسبيدج أنواع مثل الحبار الطائر وهو الذي يشاهد أحيانا على سطوح السفن في حالة الطقس العاصف وهناك أيضا السبيدج العملاق وهو أشد أنواع الحبار هولا وضخامة ويعتبر أيضا أكبر اللافقاريات أو الحيوانات التي ليس لها عمود فقرى ويبلغ طوله الكلى بما فيه الجسم والأذرع خمسين قدما أو أكثر ويعيش في عرض البحر ويسبح في الأعماق بعيدا عن السطح وأحيانا تلقيه أمواج البحر على الشاطئ.
يسبح السبيدج عادة في أزواج، كل اثنين مع بعضهما البعض، وهو من الأحياء المائية التي لا تهرب من وجود الإنسان حولها (الغواصين)، بل تقترب منه عادة في فضول.